# Тигрове око
Око тигрове — мінерал:
- 1. різновид крокідоліту жовтого або бурого кольору, забарвлений оксидами заліза;
- 2. кварц з дрібними включеннями волокнистих і лускуватих мінералів; смугастий, золотистий або темно-бурий з шовковистим полиском). Колір і будова кристалу мінералу викликані включенням в нього оксиду заліза Fe 2 O 3.

## Умови створення
Походження вихідного мінералу — крокідоліту (лужний амфібол) магматичне. Утворюється в сублужних гранітах спільно з кварцом і ін мінералами, де амфіболи утворюються по тріщинах.
Знаходять спільно з соколиним оком.
Заміщення крокидоліту кварцом і гідроксидами заліза відбувається в гідротермальних умовах, тому тигрове око, а також і соколине око можна віднести до мінералів гідротермального походження. Причому заміщення відбувається спочатку гідроксидами заліза, а вже потім кварцом.

## Родовища
Родовища, де знайдено тигрове око: Південна Африка, М'янма, Західна Австралія, Індія, США (штат Каліфорнія), в Середній Азії, у Східній Сибіру, в Україні (Кривий Ріг).

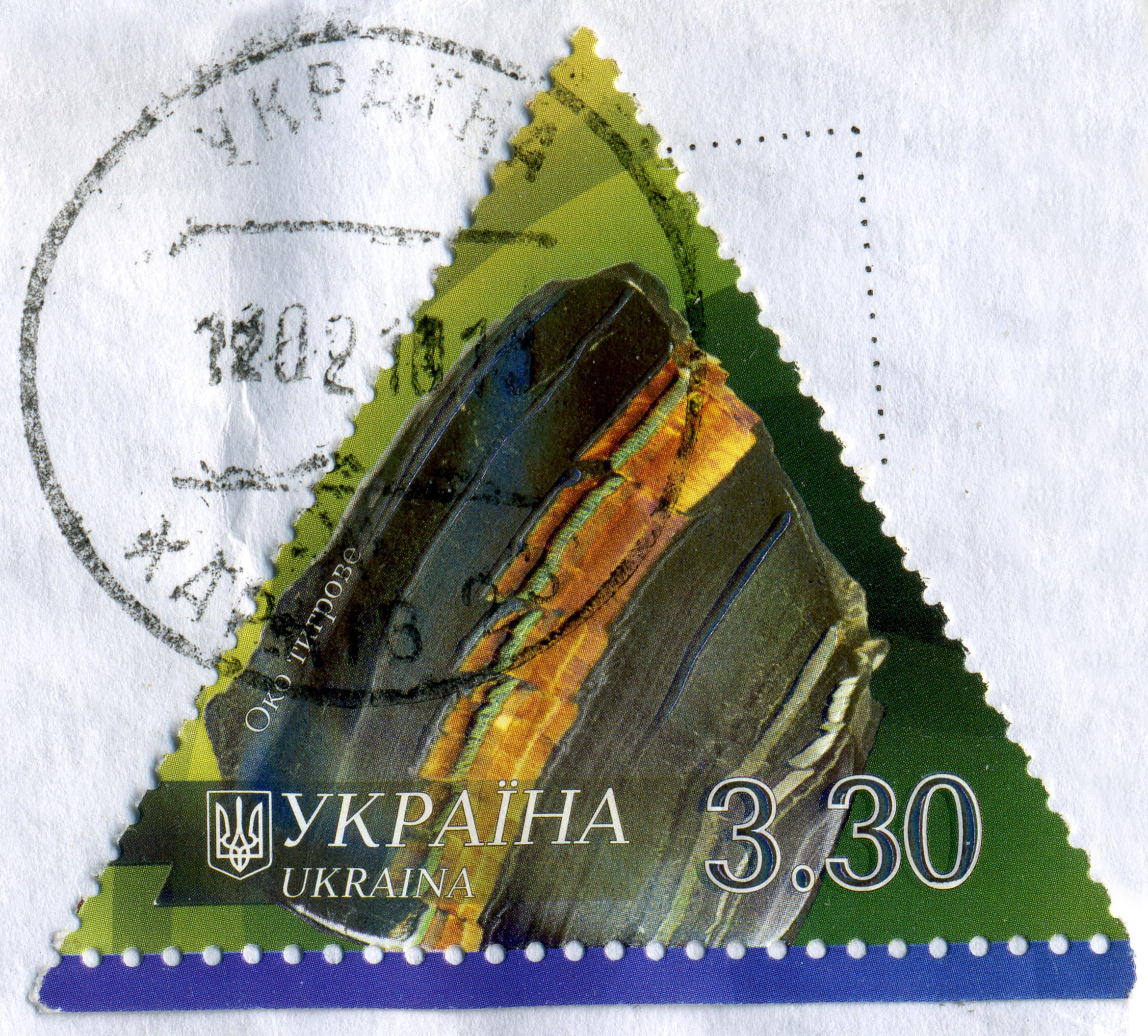
Тигрове око на поштовій марці України, 2009 рік
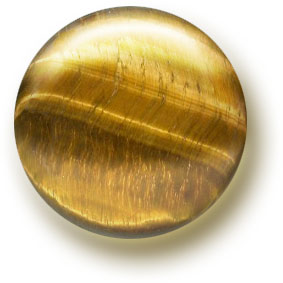
Поліроване тигрове око

## Застосування
Один з напівкоштовних каменів, популярний матеріал для жіночих і чоловічих прикрас. Порівняно недорогий камінь для виробів.